# 貴婦松子
貴婦松子（日语：マツコ・デラックス，1972年10月26日—） ，本名松井贵博（日语：まつい たかひろ），是日本專欄作家、評論家、異裝藝人和主持人，出身於千葉縣千葉市稻毛區，所屬經紀公司為NATURAL EIGHT。
曾在出版公司的編輯部工作，但因人際關係處理不當而辭職，從28歲到30歲期間過著家裡蹲的生活。
關於電視節目，他持有一個觀點：「本來該出現在電視上的人，不應該是平庸或中庸的人，而應該是異於常人、具有特殊存在感的人。」（本来テレビに出るべき人は、平坦で中庸な人ではなく、異形の人、特殊な存在の人間であるべきだ。）
值得一提的是，貴婦松子只是一直着女装出镜，生理性别依然是男性。
松子在高中時與同齡的木村拓哉曾同校一年，但是松子從未見過木村。

## 經歷

### 寫作
高中畢業後，他進入美容專門學校學習，畢業後從事美容行業的工作。然而，他在工作中感到「有些不對勁（何か違う）」。此時，他看到一些行動主義的同性戀者而受到啟發，於是轉職到與《薔薇族》、《SAMSON》、《G-men》齊名的同志雜誌《Badi》的編輯部，擔任該雜誌的記者與編輯等職務。在編輯部期間，他受到監察人兼知名變裝皇后瑪格麗特，以及雜誌社長平井孝的高度評價，認為他工作熱情且表現出色。

## 個人生活

### 花邊訊息
- 在日本年度藝人權力榜中，在1000名藝人中，自2014年開始連續八次擠進前十名，更在2016年開始至2018年，松子一直維持第一名，並達成三連霸。

### 轶事
- 艺名“松子”是出道前就有的外号，而“Deluxe”则是因为想变得豪华些而附加的。曾经考虑了“Royal”、“International”、“Universal”等词，但都感觉太长，最终选了“Deluxe”。

## 获獎經歷
- 銀河賞2015年4月度月間賞－《松子与松子》（主持）[8]

- 初代女王[9]

- Tokyo SuperStar Awards（日语：Tokyo SuperStar Awards）突破赏（2010年）[10]

## 書籍作品

### 個人著作
- 《我是貴婦松子！》（2002年7月，索尼雜誌（日语：ソニー・マガジンズ））ISBN 978-4789718073

- 《周刊女裝Return〈女人的工作〉號》（2005年5月，主婦與生活社）ISBN 978-4391130812

- 《世界的困惑》（2010年10月13日，雙葉社）ISBN 978-4575302530
  - （2012年4月12日，雙葉文庫）ISBN 978-4575713855

- 《女孩子的人生相談》（2011年2月1日，Bunka社（日语：ぶんか社））ISBN 978-4821143061

- 《續·世界的困惑》（2012年2月21日，雙葉社）ISBN 978-4575303896
  - （2013年5月16日，雙葉文庫）ISBN 978-4575713985

- 《我不是貴婦松子》（2014年6月21日，雙葉社）ISBN 978-4575306903

### 合著作品
- 《兔和松子的往来书信》（2010年11月6日，毎日新聞社，与中村兔（日语：中村うさぎ）合著）ISBN 978-4620320281
  - 《兔和松子的往来书信 全身困境》（2014年9月，双葉文庫）ISBN 978-4575714203

- 《松☆清》（2011年8月，新潮社，与池田清彦（日语：池田清彦）合著）ISBN 978-4103308317
  - 《松☆清：与“亨里克”的技术生活》（2014年4月28日，新潮文庫）ISBN 978-4101035277

- 《愚蠢透顶 续·兔和松子的往来书信》（2011年11月8日，毎日新聞社，与中村兔合著）ISBN 978-4620320915
  - 《兔和松子的往来书信 自虐档案》（2014年11月，双葉文庫）ISBN 978-4575714234

- 《喧嘩上等 兔和松子的往来书信3》（2012年11月10日，毎日新聞社，与中村兔合著）ISBN 978-4620321592

- 《同行二人 兔和松子的往来书信4》（2014年1月29日，毎日新聞社，与中村兔合著）ISBN 978-4620322360

### 雜誌連載
- 《周刊女性（日语：週刊女性）》（主妇与生活社）－“周刊女装”
- “故事真有趣”（本当にあった笑える話）（Bunka社（日语：ぶんか社））
- （洋泉社）
- “好漂亮的夫人”（すてきな奥さん）（主妇与生活社）
- 《EX大众（日语：EX大衆）》（双叶社）－“贵妇松子的‘潮流人士众生相素描’”
- 《steady.（日语：steady.）》（宝岛社）－“松子·游艇学校”
- 《新潮45（日语：新潮45）》（新潮社）－“心中的矢来町”
- 《每日星期天报（日语：サンデー毎日）》（毎日新聞社）－“兔和松子的往来书信”

### 採訪實錄
- 《Quick Japan（日语：Quick Japan） 第88卷》－太田出版，2010年2月13日，ISBN 978-4778312077

- 《周刊東洋經濟 2012年7/14号》（週刊東洋経済）－東洋經濟新報社，2012年7月9日

- 《婦人公論  2012 9/7》（婦人公論）－中央公論新社，2012年8月22日

#### 被採訪實錄
- 《魅力探險記》（カリスマ探訪記）－雁須磨子 著，白泉社出版，2006年7月4日發行，ISBN 4592142667

- 《99人的小轉折點是如何抓住的？》（99人の小さな転機のつくりかた）－《The Big Issue日本版》編輯部 編，大和書房（日语：大和書房）出版，2010年12月25日發行，ISBN 978-4479793069

- 《GALAC 2012-9月号》－NPO法人放送批評懇談会（日语：放送批評懇談会） 著，角川出版集團出版，2012年9月16日發行

- 《南希·關傳記“每個人心中的南希”》（評伝 ナンシー関 「心に一人のナンシーを」）－横田増生（日语：横田増生） 著，朝日文庫（日语：朝日文庫）出版，2014年6月30日發行，ISBN 978-4022617989

### 對話實錄
- 《Quick Japan（日语：Quick Japan） 第91卷》（クィック・ジャパン Vol.91）－對話者：貴婦松子與Cocco
  - 太田出版社出版，2010年8月20日，ISBN 978-4778312305

- 《我想見見阿川佐和子》（阿川佐和子のこの人に会いたい）－對話者：貴婦松子與阿川佐和子
  - 文春文库出版，2011年6月10日，ISBN 978-4167435219

- 《Piko的名言 P語錄》（ピーコの言葉 ピーことば）－對話者：貴婦松子與Piko（日语：ピーコ）
  - 主婦之友社出版，2012年11月20日，ISBN 978-4072853276

- 《拂曉鬼話 西村賢太對談集》（薄明鬼語 西村賢太対談集）－對話者：貴婦松子與西村賢太
  - 扶桑社出版，2014年6月1日，ISBN 978-4594070472

- 《佐和子的清晨》（サワコの朝）－對話者：貴婦松子與阿川佐和子
  - 大和書房（日语：大和書房）出版，2015年10月1日，ISBN 978-4479012207

### 鼎談實錄
- 《酷兒日本 第三卷》（クィア・ジャパン VOL.3）－鼎談者：貴婦松子、南希·關（日语：ナンシー関）、伏見憲明（日语：伏見憲明）
  - 勁草書房（日语：勁草書房）出版，2000年10月20日，ISBN 4326652322

## 主持演出

### 电视节目
|          | 星期日 | 星期一                   | 星期二                 | 星期三                           | 星期四                  | 星期五                 | 星期六           |
| -------- | ------ | ------------------------ | ---------------------- | -------------------------------- | ----------------------- | ---------------------- | ---------------- |
| 黄昏时段 |        | 5时梦中 （MX、GTV、GYT） |                        |                                  |                         |                        |                  |
| 黄金时段 |        |                          | 松子的未知世界 （JNN） | 真的假的！？TV （FNS）           |                         |                        |                  |
| 深夜时段 |        | 月曜夜未央 （NNS及其他） |                        | 松子与有吉的小天国 （ANN及其他） | 矢部×松子 （FNS及其他） | 夜巷徘徊 （ANN及其他） | 松子会议 （NNS） |

以上数据截止至2017年4月。粗体字节目为全国同步联播。

#### 播出中
| 節目名稱               | 日文原名 | 播出年限                  | 播出頻道       | 播出日期 | 備註   |
| ---------------------- | -------- | ------------------------- | -------------- | -------- | ------ |
| 5时梦中                |          | 2005年迄今                | 東京都會電視台 | 每週一   | 不適用 |
| 真的假的！？TV         |          | 2009年迄今                | 富士電視網     | 每週三   | 不適用 |
| 松子的未知世界         |          | 2011年－2013年 2014年迄今 | TBS電視網      | 每週二   | 不適用 |
| 月曜夜未央             |          | 2012年迄今                | 日本電視網     | 每週一   | 不適用 |
| 矢部×松子              |          | 2013年迄今                | 富士電視網     | 每週四   | 不適用 |
| 夜巷徘徊               |          | 2015年迄今                | 朝日電視網     | 每週五   | 不適用 |
| 松子会议               |          | 2015年迄今                | 日本電視網     | 每週六   | [ 11 ] |
| 松子与有吉的小天国     |          | 2017年迄今                | 朝日電視網     | 每週三   | 不適用 |
| 出差！徹子的房間       |          | 2011年迄今                | 朝日電視網     | 特別節目 | 不適用 |
| 北野武的怎麼回事委員會 |          | 2013年迄今                | 朝日電視網     | 特別節目 | 不適用 |

#### 停播节目
- 《乒乓！（日语：ピンポン!）》（2006年－2009年，TBS電視網）－週五評論員
- 《北野武的教育白皮書（日语：たけしの日本教育白書）》（2007年，富士電視網）－特別節目
- 《與魔鬼簽訂契約（日语：悪魔の契約にサイン）》（2008年－2009年，TBS電視網）
- 《松子的房間（日语：マツコの部屋）》（2009年－2011年，富士電視網）
- 《震驚世界錄像株式會社（日语：(株)世界衝撃映像社）》（2010年－2011年，富士電視網）
- 《秋刀魚的真實戀愛小風波（日语：さんまのホントの恋のかま騒ぎ）》（2011年－2013年8月，TBS電視網）－特別節目

### 电视剧
- 《情報之女〜國稅局查察官〜》最終話（2010年12月9日，朝日電視網）－飾：貴婦松子
- 《情報之女〜國稅局查察官〜特別篇》（2012年2月4日，朝日電視網）－飾：貴婦松子
- 《三花猫福尔摩斯的推理》（2012年4月－6月，日本電視網）－飾：霍姆斯（貓的化身）
- 《爸爸偶像》第3話（2012年5月10日，TBS電視網）－飾：主持人
- 《天才傻鵬～家庭的紐帶～（日语：天才バカボン〜家族の絆〜）》（2016年3月11日，日本電視網）－飾：傻鵬家的鄰居[12][13]

### 動畫電影
- 漁港的肉子（2021年6月11日、Asmik Ace） - 飾：達麗婭[14]

### 广播节目
- 《井筒與松子 禁播電台（日语：井筒とマツコ 禁断のラジオ）》（2011年4月15日－2014年9月26日，文化放送/NRN聯播網）

### 音乐录影带
- 齊藤和義《歡樂的歌》（喜びの唄）（2003年3月5日，SPEEDSTAR RECORDS）VICL-35475[15]

## 影音作品

### DVD
- 《松子的房間（日语：マツコの部屋） 你在場所以無法酣暢大笑 篇》（2011年2月16日 PCBC-51912）
- 《松子的房間 你為誰而活 篇》（2011年3月16日 PCBC-51911）
  - 以上作品由富士電視台、The Works（日语：ザ・ワークス (テレビ制作会社)）出版；波麗佳音銷售發行。

- 《松子所不知道的世界－太遙遠的男人 篇－》（2013年8月30日 PCBE-54286）
- 《松子所不知道的世界－太遙遠的女人 篇－》（2013年8月30日 PCBE-54287）
  - 以上作品由TBS電視台製作；波麗佳音銷售發行。

### DVD（客串）
- 笑福亭鶴瓶（2015年9月9日 ANSB-56276）
  - 發行：TBS
  - 販售：Aniplex

## 個人商品
- 多美《黑鬍子千鈞一髮（日语：黒ひげ危機一発）》－2011年4月，《松子千鈞一髮DX》發行。[16] 松子為其中配音了15種劍刺的聲音。[16]

## 外部連結
- 官方网站（日語）